# Olof Guterstam
Olof Guterstam (Stockholm, 4 januari 1983) is een voormalig voetballer uit Zweden die bij voorkeur als aanvaller speelde. Hij beëindigde zijn loopbaan in 2013 bij de Zweedse club Gunners United. Het grootste deel van zijn carrière kwam hij uit voor IF Brommapojkarna.

## Interlandcarrière
Onder leiding van bondscoach Lars Lagerbäck debuteerde Guterstam voor het Zweeds voetbalelftal op 14 januari 2007 in de met 2-0 verloren oefenwedstrijd tegen Venezuela in Maracaibo, net als Oscar Wendt, Ola Toivonen, Daniel Mobaeck, Daniel Nannskog en Markus Jonsson. Hij viel na 74 minuten in voor Nannskog. Guterstam kwam uiteindelijk tot twee interlands voor zijn vaderland.